# Journal de Morges
Il Journal de Morges è un settimanale svizzero che viene pubblicato il venerdì e che tratta dell'attualità del distretto di Morges, nel Canton Vaud.